# 菊ごぼう

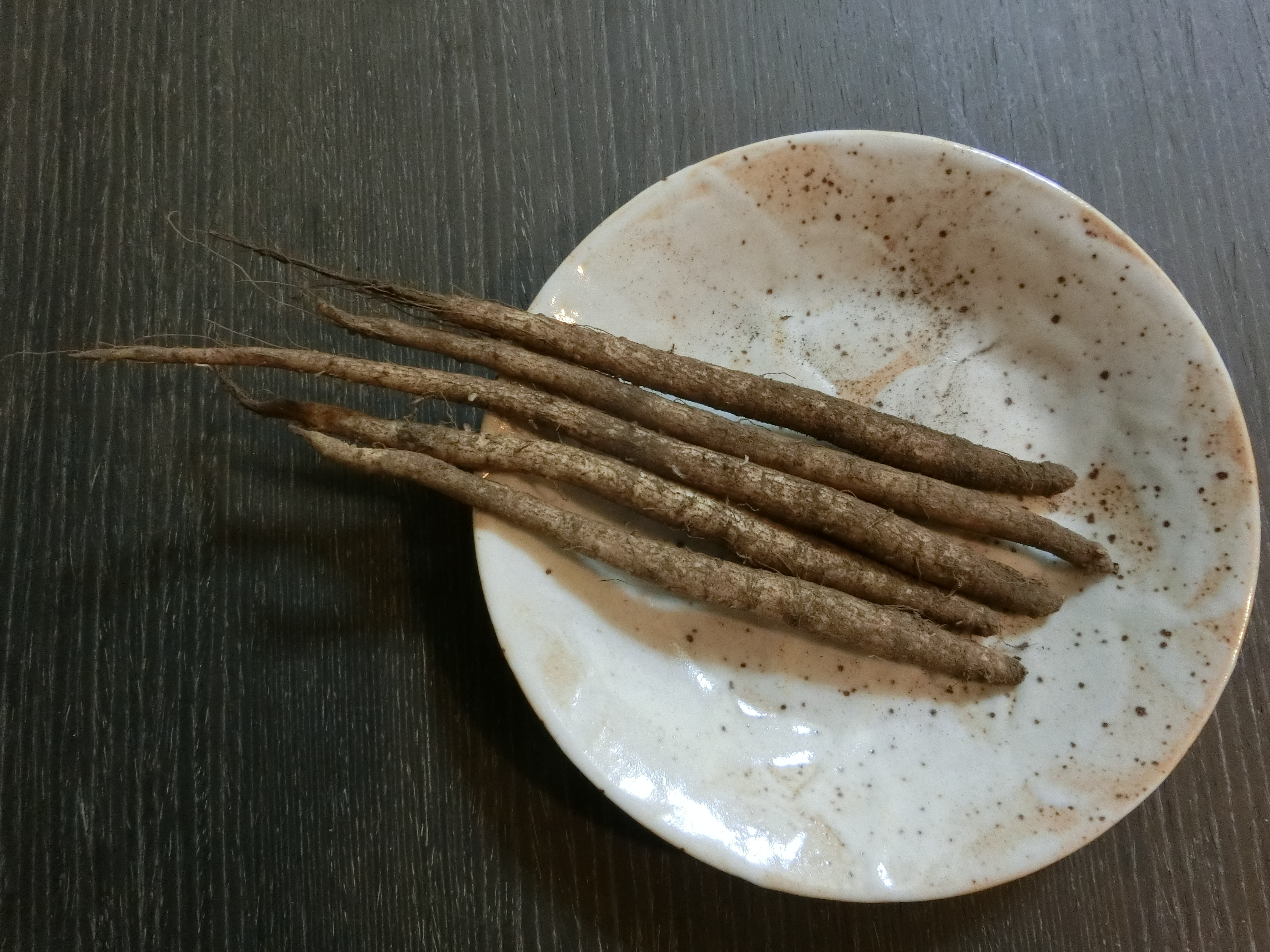
菊ごぼう

菊ごぼう（菊牛蒡、きくごぼう）は、主に岐阜県恵那地方（恵那市・中津川市）などで栽培されている山菜の1種。他の地域では「山ゴボウ」「アザミゴボウ」ともいう。飛騨・美濃伝統野菜である。

## 概要
切り口の模様が菊の花に似ていることから菊ごぼうと呼ばれる。草姿や食味が似通っているためかゴボウの名前がついてはいるが、正確にはキク科アザミ属のモリアザミの根であり、ゴボウ属のゴボウとは同科別属である。
主な産地は岐阜県恵那市と中津川市である。文久2年（1862年）、美濃国恵那郡富田村で三森山に自生していたものを栽培したのが始まりとされる。本格的な栽培は明治時代以降である。

## 特徴
- 6月下旬〜7月上旬に播種。10月下旬〜11月下旬、霜にあたり葉が枯れ上がったところで収穫する。
- 茎は小指〜薬指程度の太さで、長さ30〜40cm。白味を帯びている。
- 赤土土壌で栽培され、独特の風味と香りがあり、柔らかく歯ごたえが良いのが特徴である[1]。食べ方としては、漬物（味噌漬け、醤油漬け等）がある[1]。地元ではすき焼きや鍋物等の具としても使用する[2]。
- 長野県では醤油漬けにされた物や信州味噌に漬けたものが「山ゴボウ」として販売されている。
- 愛知県豊田市では豆味噌漬けや醤油漬けが販売されている。

## 主な菊ごぼう味噌漬の販売店
- 水半名物販売店（岐阜県恵那市岩村町）
- マルコ醸造（岐阜県恵那市明智町）
- 双美屋（岐阜県恵那市大井町）
- ヤマツ食品（岐阜県中津川市）
- 仁科吉五郎商店（岐阜県中津川市）